# Hans am Ende
Hans am Ende (* 31. Dezember 1864 in Trier; † 9. Juli 1918 in Stettin) war ein deutscher Maler des Impressionismus und Mitbegründer der Künstlerkolonie Worpswede.

## Biografie

### Familie, Ausbildung und Beruf
Hans am Ende verbrachte seine Kindheit in Trier, wo sein Vater Alwin als Divisionsprediger wirkte. 1872 zog die Familie nach Kirchscheidungen bei Naumburg (Saale), wo sein Vater die Pfarrstelle bis zu seinem Tod 1888 innehatte. Die Studienreife erwarb er in der Landesschule Pforta bei Bad Kösen. Anschließend studierte er bei Wilhelm von Diez an der Königlich Bayerischen Akademie der Bildenden Künste München. Hier traf er seinen Freund Fritz Mackensen, mit dem ihn eine gemeinsame Militärzeit verband. Danach studierte er an der Großherzoglich Badischen Kunstschule Karlsruhe bei Ferdinand Keller, bevor ihn Mackensen zum Umzug nach Worpswede bewegen konnte. Hans am Ende, wie auch Mackensen und seine Künstlerkollegen, wollten in der Abgeschiedenheit der Heide- und Moorlandschaft um Worpswede „…im Einklang mit der Natur leben und die bäuerliche Welt zum Gegenstand ihrer Malerei machen.“ Ihre Entscheidung stellte gleichzeitig einen Protest gegen den Akademienbetrieb des ausgehenden 19. Jahrhunderts wie auch gegen die Zivilisation der Großstädte dar.

### Worpswede

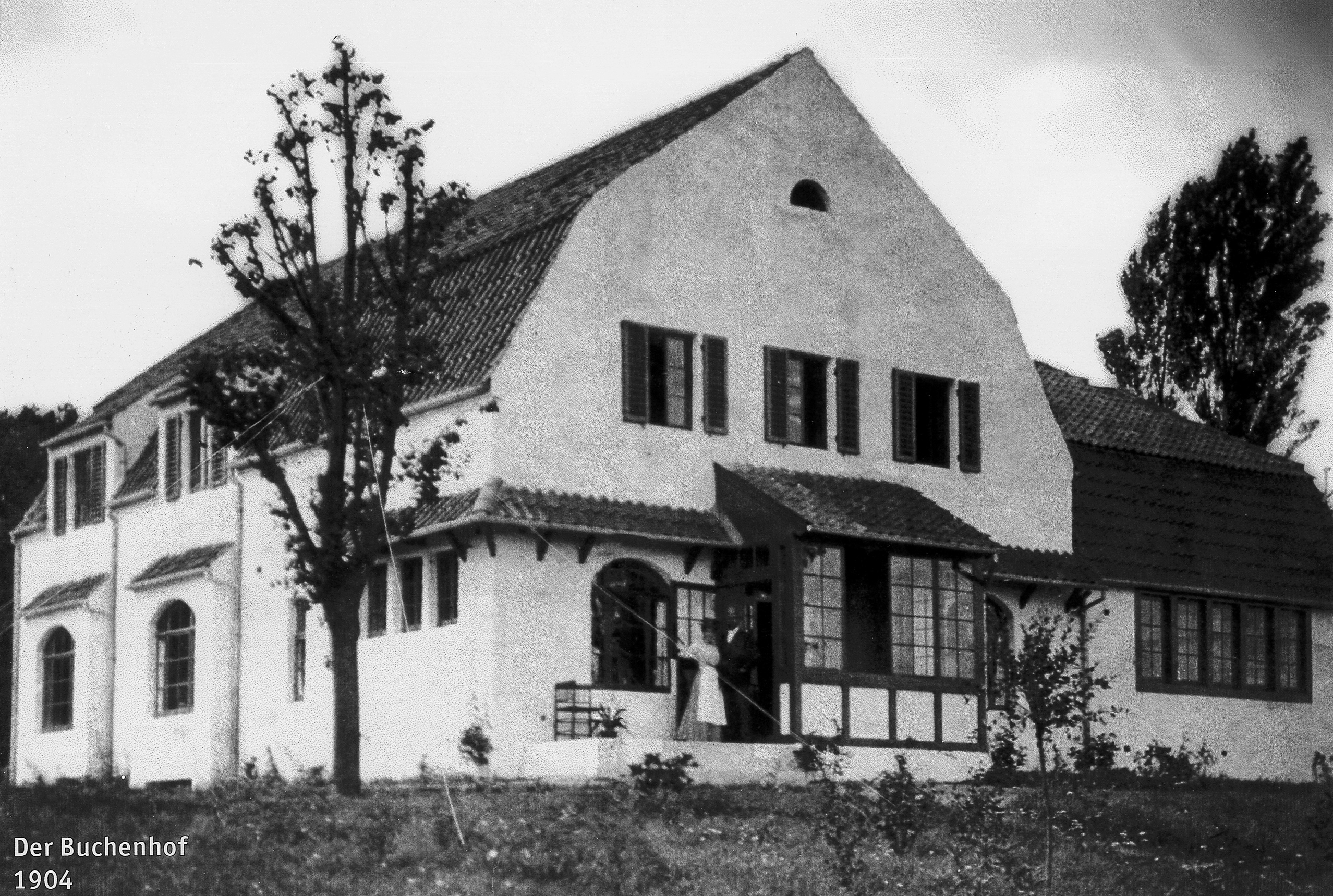
Der Buchenhof (1904)

1889 ließ er sich in Worpswede nieder und gehörte damit neben Fritz Mackensen, Fritz Overbeck und Otto Modersohn zu den Begründern der Künstlerkolonie Worpswede. 1894 schloss sich Heinrich Vogeler der Künstlerkolonie an. Hans am Ende baute sein Wohn- und Atelierhaus, den Buchenhof, neben Heinrich Vogelers Barkenhoff, in dem heute das Heinrich-Vogeler-Museum untergebracht ist. Hans am Ende heiratete später Magda Willatzen (1867–1945), die glückliche Ehe blieb jedoch kinderlos.
1895 stellten die Künstler gemeinsam in der Bremer Kunsthalle aus. Mit einer im gleichen Jahr stattfindenden Ausstellung der Gruppe im Münchner Glaspalast wurden die Künstler in ganz Deutschland bekannt. „Vor allem Hans am Ende … gelangte zu einer Landschaftsmalerei, die mit ihrer hellen Farbpalette und atmosphärisch dichten Bildwirkungen in die Nähe impressionistischer Bildsprache gelangte.“
Am Endes Landschaftsgemälde vermitteln das Bild einer heiteren, noch heilen Welt. Seine Porträts zeigen seine Fähigkeit, „…die innere Qualität seiner Modelle zu erfassen und hervorzuheben.“ Er stellte zahlreiche eigene Radierungen her, zum Teil in außergewöhnlich großem Format, und regte die Malerkollegen zum Radieren an.
Der Dichter Rainer Maria Rilke kam im Jahr 1900 nach Worpswede und freundete sich mit dem Künstlerkreis an. Für seine 1903 geplante Monografie Worpswede, die von dem Verlag Velhagen & Klasing betreut wurde, verfasste er Essays über Fritz Mackensen, Otto Modersohn, Fritz Overbeck, Hans am Ende und Heinrich Vogeler. Carl Vinnen ließ sich zu einer Zusammenarbeit nicht bewegen.

### Letzte Jahre

Ausfahrt des ersten Lübecker Ersatzes

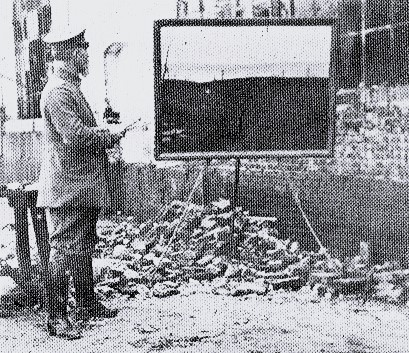
Hans am Ende (1916)

Mit Ausbruch des Ersten Weltkrieges meldete sich der Oberleutnant der Landwehr als Kriegsfreiwilliger und rückte mit dem ersten Ersatz des Infanterie-Regiments „Lübeck“ (3. Hanseatisches) Nr. 162 ins Feld. Im Dezember 1914 wurde er zum Hauptmann befördert. Neben vielen Tuschskizzen entstanden an der Westfront drei Gemälde von der Erstürmung der „Gießler Höhe“ bei Angres vom 21. Februar 1916. Bei der Eroberung von Meesen als Teil der Vierten Ypernschlacht wurde er am 10. April 1918 schwer verletzt. im Stettiner Lazarett wurde er mit dem Ritterkreuz des Königlichen Hausordens von Hohenzollern ausgezeichnet, bevor er verstarb. Er wurde zwar in Bremen beigesetzt, jedoch wurde sein Grabstein nach 1945 auf den Worpsweder Friedhof transloziert und neben dem seiner Frau aufgestellt.
Von den ersten Worpsweder Malern ist über Hans am Ende am wenigsten bekannt. Die Kunsthalle Bremen besitzt einige Gemälde und eine Sammlung seiner Radierungen. Einige seiner Werke werden auch im Museum am Modersohn-Haus in Worpswede gezeigt.
Ein Teil seines schriftlichen Nachlasses ist im Deutschen Kunstarchiv im Germanischen Nationalmuseum in Nürnberg verwahrt.

### Ehrungen
- Der Hans-am-Ende-Weg in Worpswede wurde nach ihm benannt.
- Der Hans-am-Ende-Weg in Bremen-Oberneuland trägt seinen Namen.
- Die Hans-Am-Ende-Straße in Osterholz-Scharmbeck wurde nach ihm benannt.

Werke (Auswahl)
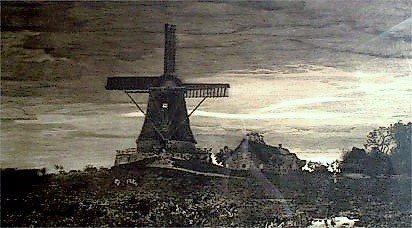
Die Mühle (1894)
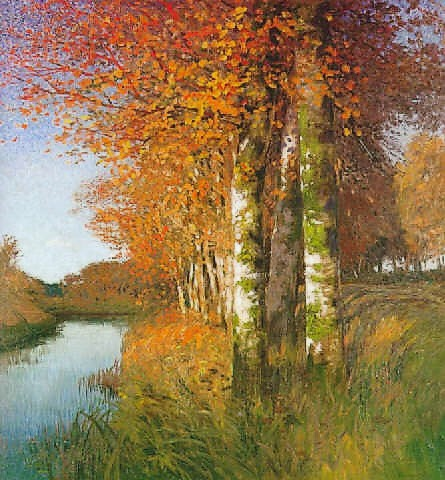
Birken am Moorgraben (1896)
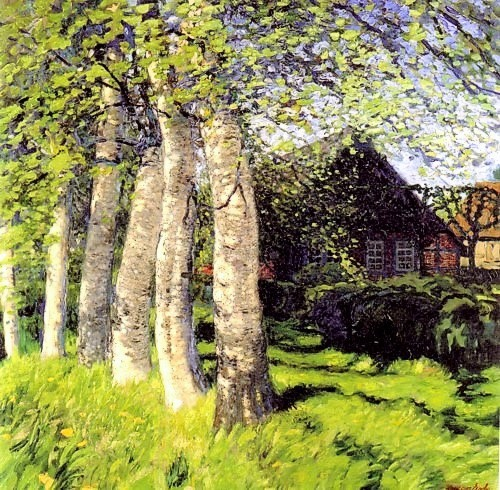
Frühling in Worpswede (1900)
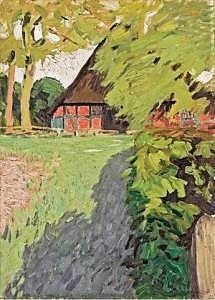
Maimorgen (um 1900)
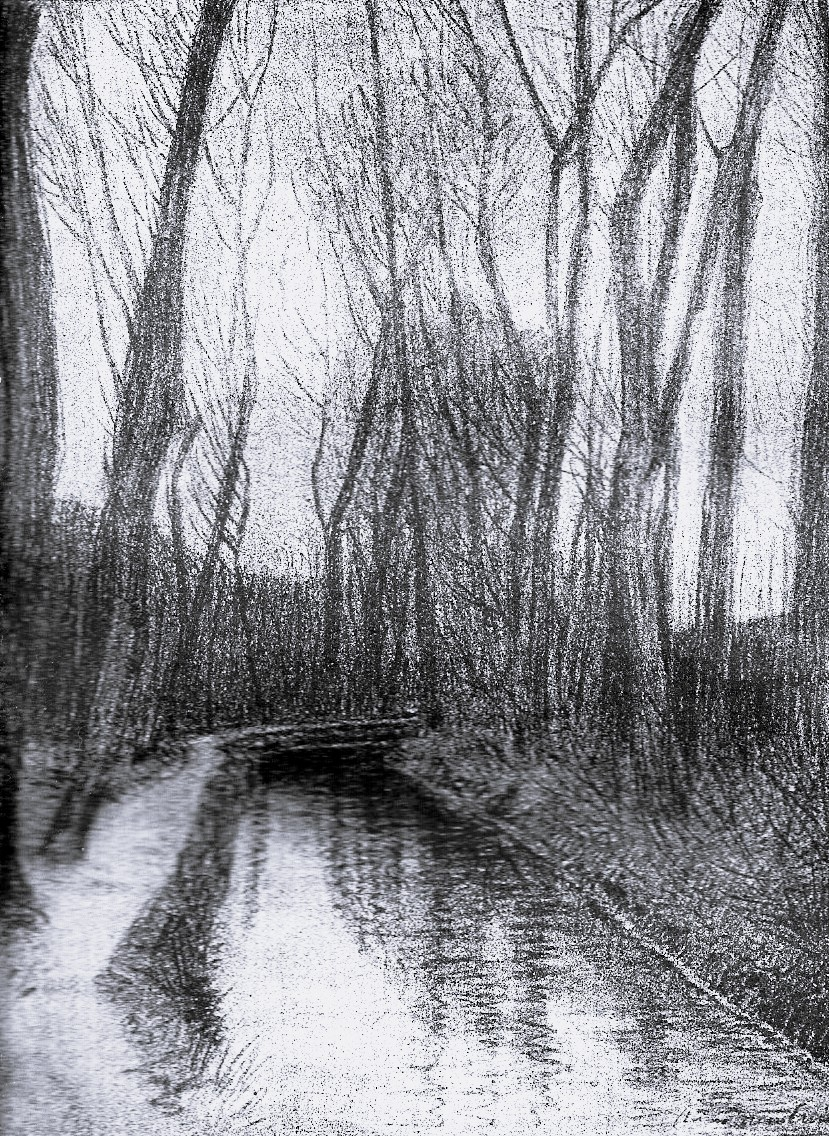
Skizze: Der Avre-Bach mit dem Treidelweg zwischen St. Mard und St. Aurin (1914)
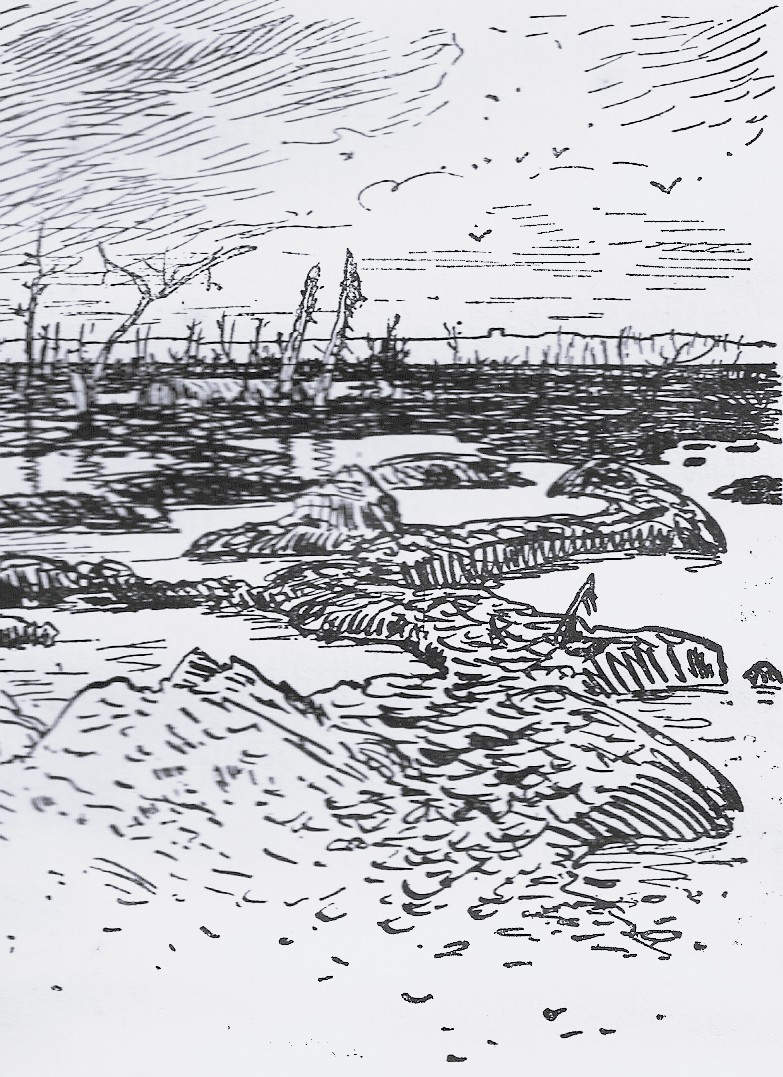
Skizze: Das Trichtergelände zwischen B.T.K. und K.T.K. Gheluvelt (1917)
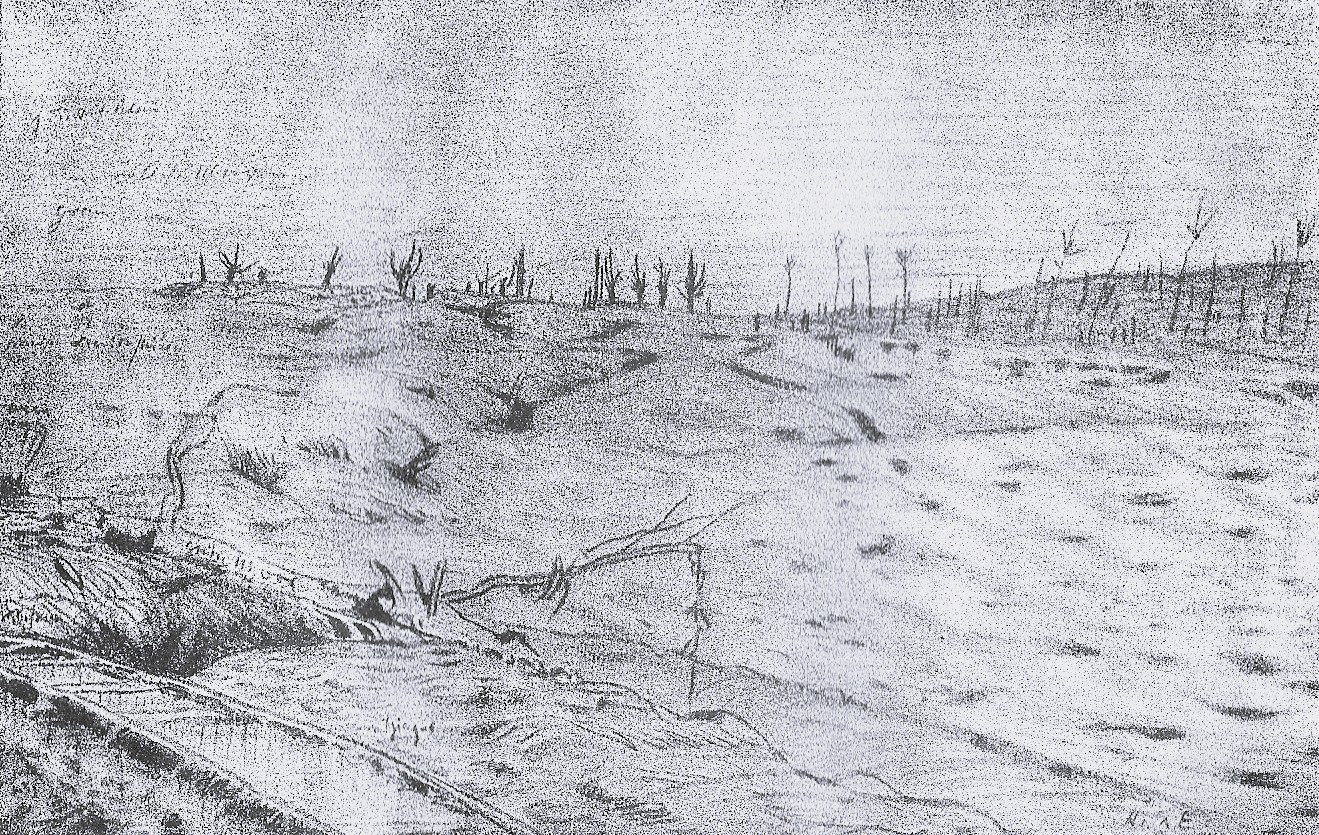
Skizze: 'Die Gießeler Höhe' für das IR 162
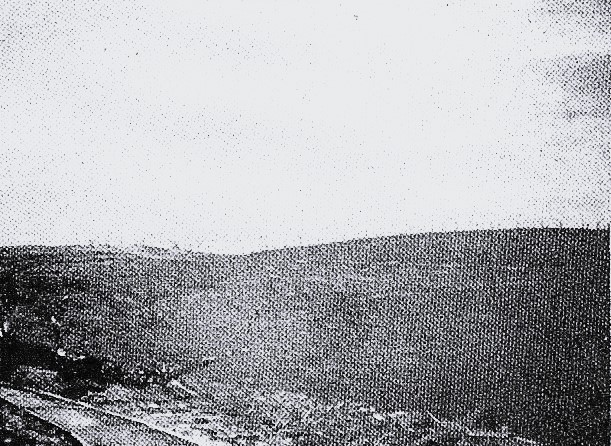
'Die Gießeler Höhe' für das IR 162
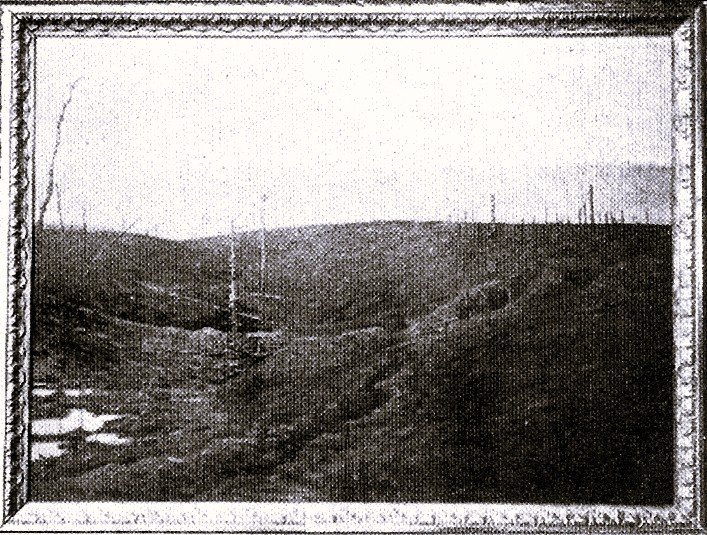
'Die Gießeler Höhe' für das IR 163
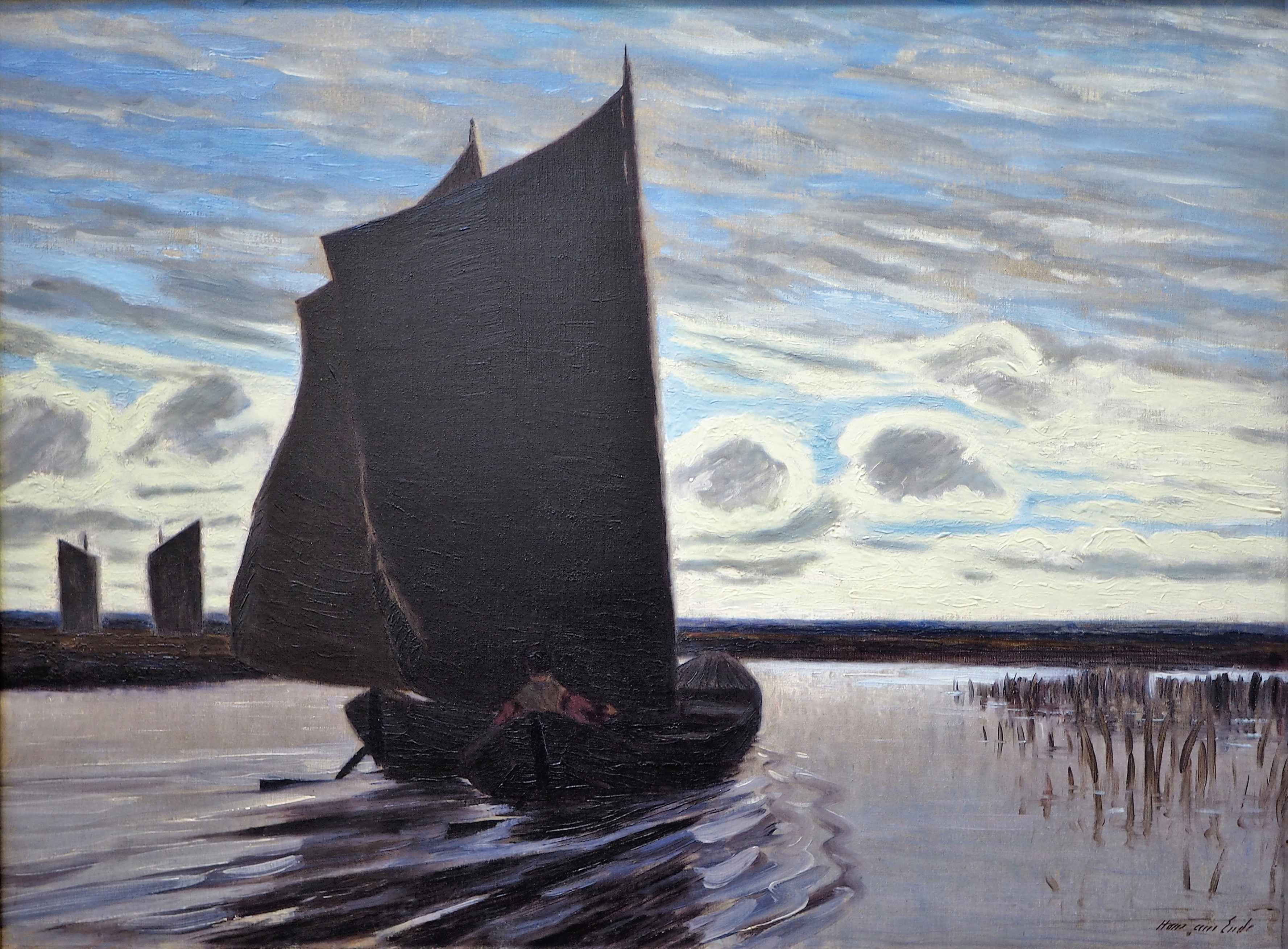
Torfsegler